# Mikoyan-Gourevitch MiG-17
 (juin 2012).
Si vous disposez d'ouvrages ou d'articles de référence ou si vous connaissez des sites web de qualité traitant du thème abordé ici, merci de compléter l'article en donnant les références utiles à sa vérifiabilité et en les liant à la section « Notes et références ».
Le Mikoyan-Gourevitch MiG-17 (МиГ-17 en alphabet cyrillique) est un chasseur soviétique mis en service en 1952. Il équipe les forces aériennes des pays du pacte de Varsovie durant de nombreuses années et reçut le nom de code OTAN de Fresco. Le MiG-17 est construit à plus de 6 000 exemplaires en URSS et est fabriqué sous licence en Pologne et en Chine. Son successeur est le MiG-19.
Employé par les Nord-Vietnamiens lors de la guerre du Viêtnam, le MiG-17 est avec le Mikoyan-Gourevitch MiG-21 l'un des deux avions qui obligent l'USAF à revoir ses tactiques de combat aérien. En effet, bien qu'assez ancien à cette époque, il se révèle un adversaire coriace pour les pilotes américains, difficile à détecter, très manœuvrable et doté d'un armement très respectable. Les leçons tirées des engagements avec les MiG vietnamiens sont à l'origine de la naissance d'avions comme le General Dynamics F-16 Falcon ou le McDonnell Douglas F-15 Eagle.

## Histoire
Cet appareil, qui a effectué son premier vol le 14 janvier 1950 reprend à peu près les mêmes lignes que le MiG-15. En effet, si ce dernier a connu un grand succès capable d'égaler, voire de surpasser les meilleures productions occidentales, il n'est pas exempt de défauts. Le plus gros problème du MiG-15 est son manque de stabilité aux vitesses transoniques. L'avion a tendance à vibrer et à se cabrer lorsqu'il parvient dans ce domaine de vol, ce qui en fait une mauvaise plate-forme de tir, interdisant d'exploiter ses caractéristiques pourtant supérieures à celles du F-86 Sabre. La tendance au cabrage est particulièrement désastreuse lorsque l'avion est piloté par des aviateurs peu entraînés. Ceux-ci, surpris, laissent parfois l'avion partir en vrille. L'apparition du MiG-15bis contribue à amoindrir ces défauts, mais ceux-ci restent présents.

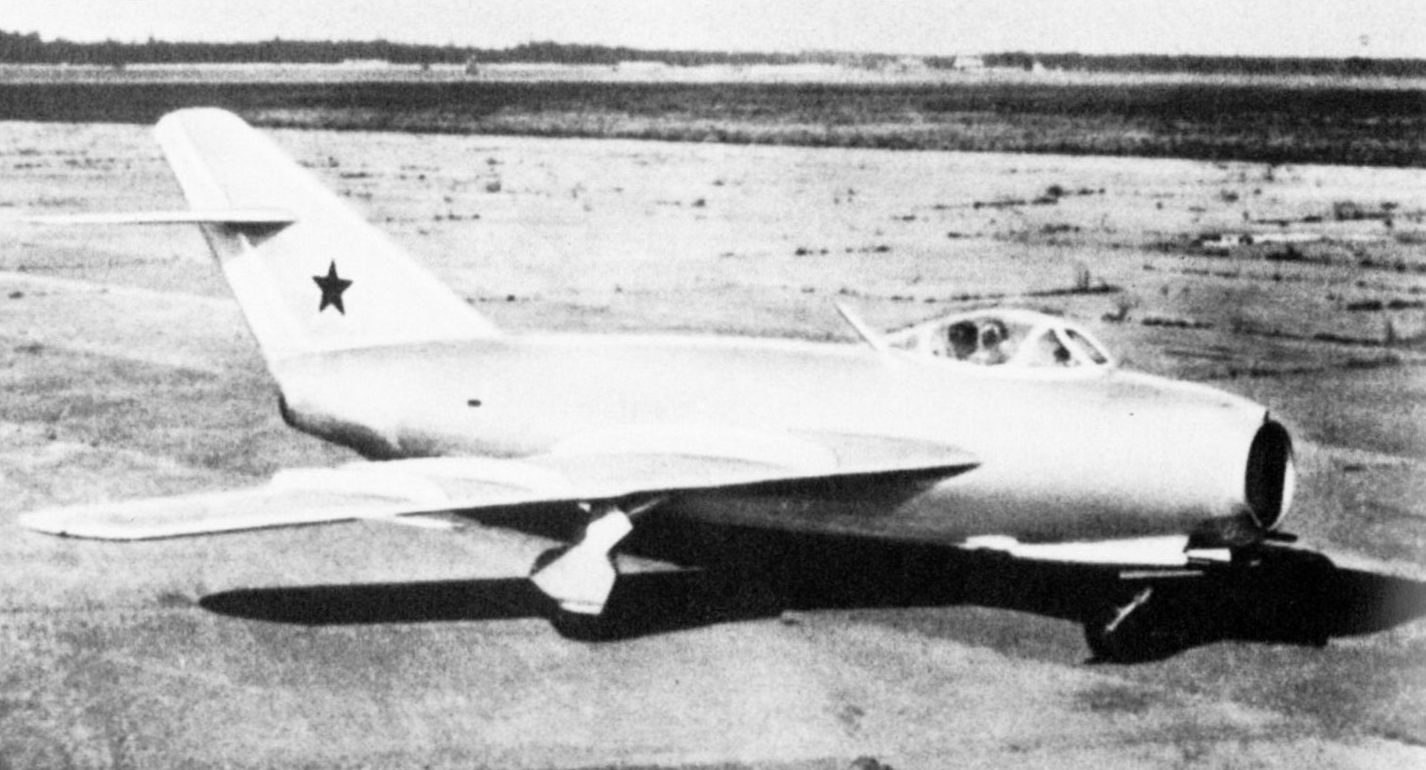
Prototype I-330

L'équipe de Mikoyan et Gourevitch travaille donc sur un nouveau projet, le I-330 ou MiG-15bis 45 pour corriger définitivement les défauts. Les améliorations portent sur une augmentation de la flèche de l'aile qui passe de 35 à 45 degrés, un agrandissement de l'empennage vertical et un rallongement du fuselage de 90 centimètres. Deux prototypes sont alors construits et I.T. Ivachtchenko fait voler le premier le 14 janvier 1950. L'avion montre des performances et une maniabilité supérieures au MiG-15bis. Mais quelques faiblesses persistent, comme des commandes plus dures que celles de son prédécesseur. Il peut être aussi dangereux, comme l'accident d'Ivachtchenko le prouve le 14 mars, l'avion partant dans un piqué incontrôlable et tuant son pilote qui n'a pas le temps de s'éjecter. Les résultats sont cependant prometteurs et le programme continue avec le deuxième prototype. Deux exemplaires de présérie sont construits et volent en 1951. Finalement, les premiers avions de série sortent de chaîne l'année suivante.
L'avion est progressivement amélioré. Les aérofreins sont agrandis, le moteur Klimov VK-1 cède la place à un Vk-1A plus fiable et un nouveau siège éjectable est monté en 1953. De son côté, Vladimir Klimov a mis au point une variante du Vk-1, le Vk-1F pourvue d'une postcombustion. Ce nouveau moteur est essayé sur un avion hybride composé d'un tronçon avant de fuselage de MiG-15bis, d'ailes de l'un des prototypes du MiG-17, et d'un tronçon arrière de fuselage redessiné. Cet avion composite vole le 29 septembre 1951, piloté par A.N. Tchernoborov. Si la vitesse de pointe évolue peu, le taux de montée et le plafond sont grandement améliorés et la production est décidée en 1952 sous la désignation de MiG-17F. L'avion entre en service l'année suivante et reçoit le code OTAN de Fresco C. Il ne se distingue des premières versions que par l'apparition de lèvres variables de la tuyère du réacteur qui dépassent du fuselage et d'aérofreins à nouveau agrandis. Par la suite les MiG-17F reçoivent des améliorations en cours de production, comme le montage d'un collimateur radar SRD-1 et le montage de missiles air-air R3S (nom de code OTAN AA-2-2 Advanced Atoll). Une variante de reconnaissance, le MiG-17R, est construite à quelques exemplaires, le canon de 37 mm cédant la place à une caméra. Sur la fin de la vie opérationnelle de l'avion, on voit apparaître des conversions pour l'attaque au sol, le MiG-17AS, sur lesquelles le montage de deux pylônes d'aile supplémentaires permet d'emporter des roquettes non guidées.

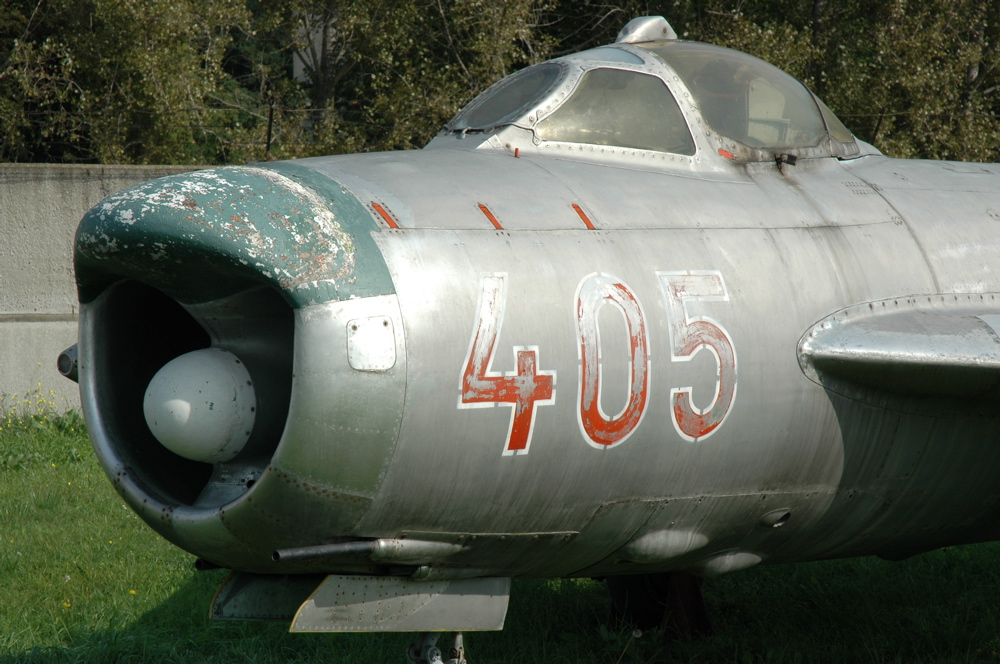
Gros plan sur le nez d'un MiG-17 PF, montrant le radar

Parallèlement aux versions de chasse par beau temps, une version pourvue d'un radar est aussi conçue dont le prototype SP-2 vole en 1951. Cependant, cet avion est abandonné et réservé aux tests futurs, car le radar Korshoon qu'il embarque se révèle impossible à utiliser dans un appareil monoplace. On lui préfère une adaptation du radar RP-1 Izumrud avec deux antennes, une de recherche montée sur le dessus de l'entrée d'air et une de poursuite sur le dessous. Cinq avions de test sont réalisés en 1952, emportant un armement de trois canons de 23 mm NR-23 avec cent coups chacun. Les avions de série désignés MiG-17P suivirent peu après. Contrairement au MiG-17F, le moteur reste un Vk-1A, sans réchauffe. En effet, la production du Vk-1F se révélant difficile, elle est dédiée aux chasseurs purs. Bien qu'il soit entré en service après le MiG-17F, l'avion reçoit le nom de code de Fresco B et son radar celui de Scan Odd. En opération, le radar très peu puissant ne permet pas au pilote d'opérer de façon indépendante. Il dépend pour l'interception du contrôle au sol qui le guide vers l'objectif. Seule la phase finale de l'interception est réalisée grâce au RP-1. De plus celui-ci se révèle très peu fiable en opérations. Finalement, en 1953, les Vk-1F deviennent disponibles en plus grand nombre et une version motorisée par ce moteur, le MiG-17PF, entre en service. Elle reçoit le nom de Fresco D dans la désignation OTAN. Elle présente en outre de nouveaux aérofreins et un système d'alerte radar Sirena 2. La fin de série reçoit un radar nettement amélioré, le RP-5 Izumrud 2. Certains avions désignés MiG-17PFG sont dotés d'un système de télécommande à partir du sol, Gorizont-1.

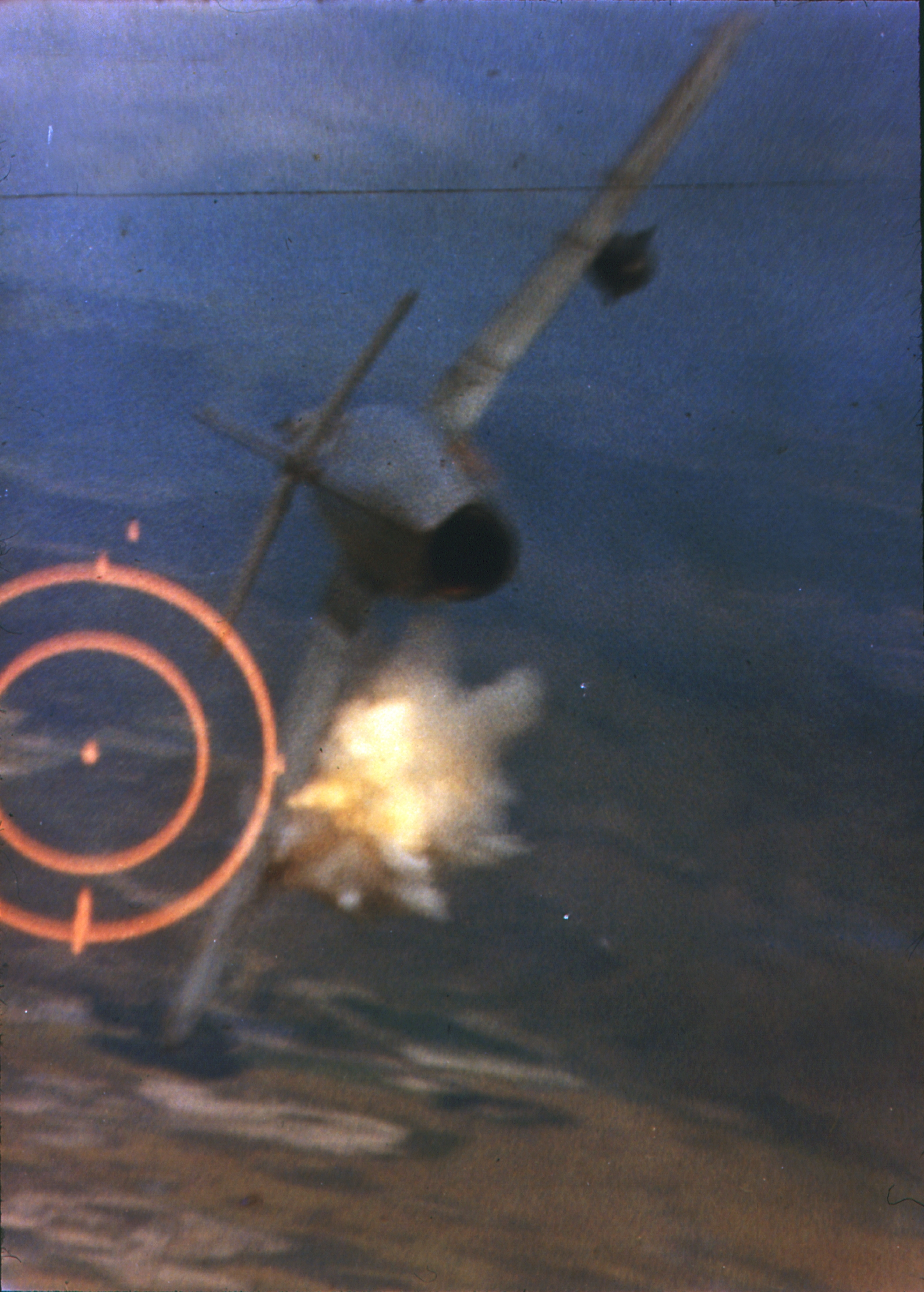
Un MiG-17 de l'Armée populaire vietnamienne touché par le tir d'un Republic F-105 Thunderchief de l’USAF le 3 juin 1967.

Au milieu de la décennie, on introduit des missiles air-air pour l'interception. Les MiG-17PF sont rééquipés avec quatre missiles RS-2 (code OTAN AA-1 Akali) à guidage radar, l'armement canon étant alors retiré. Environ quarante de ces MiG-17PFU sont réalisés et l'OTAN leur attribue le nom de Fresco E. Les performances et la fiabilité de ces missiles étant médiocres, l'avion est surtout employé pour former les pilotes à opérer sur des intercepteurs plus modernes et efficaces.

## Engagements
Les MiG-17 ont été conçus pour intercepter les bombardiers ennemis volant droit et en palier, et non pour le combat aérien avec d'autres chasseurs. Ce chasseur subsonique (Mach .93) était efficace contre des chasseurs-bombardiers américains plus lents (Mach .6-.8) et lourdement chargés, ainsi que contre les principaux bombardiers stratégiques américains pendant le cycle de développement du MiG-17 (comme le Boeing B-50 Superfortress ou le Convair B-36 Peacemaker, toujours propulsés par des moteurs à pistons). Il n'a cependant pas été en mesure d'intercepter la nouvelle génération de bombardiers à réaction britanniques tels que l'Avro Vulcan et le Handley Page Victor, qui pouvaient tous deux voler plus haut. L'introduction par l'USAF de bombardiers stratégiques capables de vitesses supersoniques tels que le Convair B-58 Hustler et General Dynamics F-111 Aardvark a rendu les MiG-17 en dotation de première ligne dans la PVO obsolètes , et ils ont été supplantés par des intercepteurs supersoniques tels que les MiG-21 et MiG-23.
Les MiG-17 n'étaient pas disponibles pour la guerre de Corée, mais ont combattu pour la première fois lors de la Deuxième crise du détroit de Taïwan lorsque les MiG-17 communistes de la RPC se sont affrontés avec les F-86 Sabres de la République de Chine (Taïwan) en 1958. Le 22 septembre 1958, le missile AIM-9 Sidewinder est utilisé lors d'un affrontement entre 32 North American F-86 Sabre et plus de 100 MiG-17. Un total de 31 MiG-17 de la RPC furent abattus - 60 % par des missiles Sidewinder dont ce fut la première utilisation opérationnelle.
Des MiG-17 russes ont abattu un avion de reconnaissance lors de l'incident du Lockheed C-130A-II-LM de l'USAFSS en 1958 au-dessus de l'Arménie près de Yerevan, faisant 17 victimes.

### Guerre du Viêt Nam
En 1960, le premier groupe d'environ 50 aviateurs nord-vietnamiens a été transféré à la RPC pour commencer sa formation de transition sur le MiG-17. À ce moment-là, le premier détachement de pilotes de MiG-15 formés en Chine était revenu au Nord-Vietnam, et un groupe de 31 aviateurs avait été déployé à la base de Son Dong de la Force aérienne populaire vietnamienne pour être converti en MiG- 17. En 1962, les premiers pilotes nord-vietnamiens avaient terminé leurs cours de MiG-17 en Union soviétique et en RPC, et retournaient dans leurs unités ; pour marquer l'occasion, les Soviétiques envoyèrent en "cadeau" 36 chasseurs MiG-17 et des avions d'entraînement MiG-15UTI à Hanoï en février 1964. Ces aviateurs créeraient le premier régiment de chasseurs à réaction du Nord-Vietnam, le 921st. En 1965, un autre groupe de pilotes MiG était revenu de l'entraînement à Krasnodar, en URSS, ainsi qu'en RPC. Ce groupe formerait la deuxième unité de chasse du Nord-Vietnam, le 923rd Régiment de combat. Alors que le 923e FR nouvellement créé n'utilisait que des MiG-17, et qu'ils étaient initialement les seuls types disponibles pour s'opposer aux jets supersoniques américains modernes avant que les MiG-21 et MiG-19 ne soient introduits dans le service nord-vietnamien (le régiment 925 FR a été formé en 1969, volant sur MiG-19).

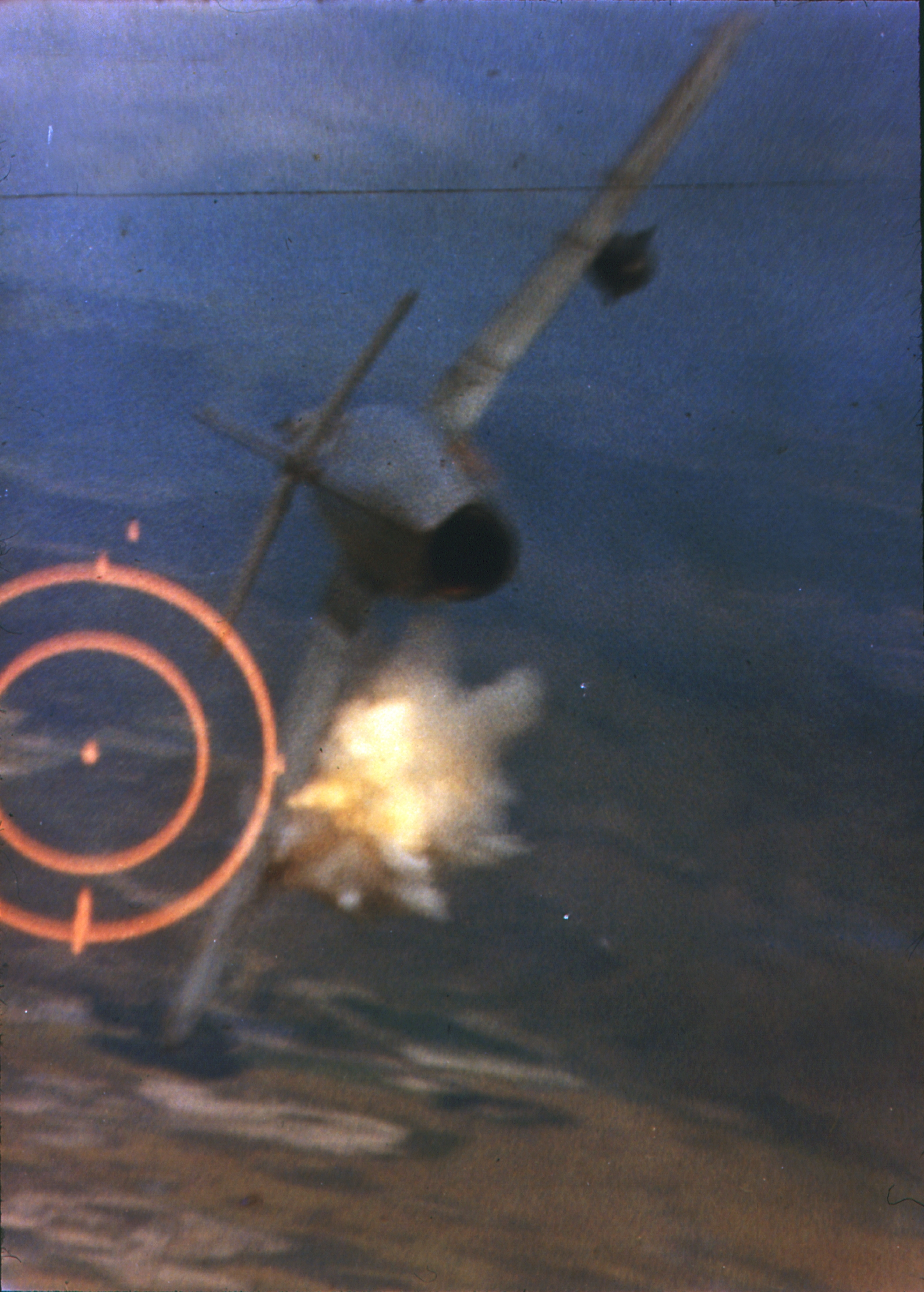
Un F-105D abat un MiG-17 pendant la guerre du Vietnam, 1967.

Les chasseurs-bombardiers américains avaient participé à des sorties de combat en vol sur le théâtre des opérations depuis 1961, et les États-Unis avaient de nombreux pilotes expérimentés de la guerre de Corée et de la Seconde Guerre mondiale, comme le vétéran de la Seconde Guerre mondiale Robin Olds,. Des MiG et des pilotes de la VPAF non confirmés seraient opposés à certains des aviateurs les plus expérimentés au combat de l'U.S. Air Force (USAF) et l'U.S. Navy. Le 3 avril 1965, six MiG 17 ont décollé de la base aérienne Phúc Yên (en) en deux groupes de deux et quatre respectivement, le premier agissant comme appât et le second étant les chasseurs. Leur cible était des avions de la Navy américaine soutenant un ensemble de frappes de 80 avions de l'USAF essayant de détruire le Pont Thanh Hóa. Le chef de groupe de MiG-17, le lieutenant Pham Ngoc Lan, a attaqué un groupe de Vought F-8 Crusader du VF-211 de l'USS Hancock et endommagé un F-8E piloté par le lieutenant Cdr. Spence Thomas, qui a réussi à faire atterrir l'avion à Da Nang Air Base. Un deuxième F-8 abattu a été réclamé par son ailier Phan Van Tuc, mais cela n'est pas corroboré par les listes de pertes de l'USN.
Le 4 avril 1965, l'USAF a fait une autre tentative sur le pont Thanh Hóa avec 48 Republic F-105 Thunderchief de la 355th Tactical Fighter Wing (TFW) chargés de 384 bombes de 750 lb (340 kg). Les Thunderchief étaient escortés par un vol MiGCAP de F-100 Super Sabres du 416th Tactical Fighter Squadron (416th TFS). Venant d'en haut, quatre MiG-17 du 921st ont contourné les escortes et ont plongé sur les Thunderchief, abattant deux d'entre eux; le chef Tran Hanh a abattu le F-105D du Major F. E. Benett, et son ailier Minh Huan a abattu le F-105D du capitaine JA Magnusson. Les Super Sabres engagés, trois des MiG-17 ont été abattus par les chasseurs de l'USAF. La perte de trois MiG-17 a été attribuée aux Super Sabres, les premières victoires aériennes de tout avion américain pendant la guerre. Les F-100 eux-mêmes ne rencontreraient plus jamais de MiG, étant relégués au soutien aérien rapproché. Ils ont été remplacés dans le rôle MiGCAP par les McDonnell Douglas F-4 Phantom II plus rapides et à plus longue portée mais moins maniables.
Le chef d'état-major de l'USAF, le général John P. McConnell, était fou furieux d'apprendre que deux F-105 de classe Mach-2 avaient été abattus par des MiG-17 nord-vietnamiens subsoniques de l'époque de la guerre de Corée.
En 1965, la Force aérienne populaire vietnamienne ne comptait que 36 MiG-17 et un nombre similaire de pilotes qualifiés, qui est passé à 180 MiG et 72 pilotes en 1968. Les Américains avaient au moins 200 F-4 et 140 F-105 de l'USAF, plus au moins 100 avions de la Navy (F-8, A-4 et F-4) qui opéraient à partir des porte-avions dans le golfe du Tonkin, ainsi que des dizaines d'autres avions de soutien. Les Américains avaient un avantage numérique multiple.
Le MiG-17 était le principal intercepteur de la Force aérienne populaire vietnamienne en 1965, lui donnant ses premières victoires aériennes et ayant bénéficié d'un service étendu pendant la guerre du Vietnam. Certains pilotes nord-vietnamiens ont préféré le MiG-17 au MiG-21 car il était plus agile, mais pas aussi rapide; trois des 16 as VPAF de la guerre (crédités d'avoir abattu cinq avions adverses ou plus) volaient sur MiG-17. Ceux-ci étaient : Nguyen Van Bay (sept victoires), Luu Huy Chao et Le Hai (tous deux avec six). Les autres ont obtenu le statut d'as dans les MiG-21 arrivés dans les forces en 1965.
Les Vietnamiens pilotaient leurs intercepteurs avec les conseils des contrôleurs au sol, qui ont ordonné aux MiG de tendre des embuscades aux formations américaines. Les MiG lancaient des attaques rapides contre des formations américaines dans plusieurs directions (généralement, les MiG-17 effectuaient des attaques frontales et les MiG-21 attaquaient par l'arrière). Après avoir abattu quelques avions américains et forcé certains des F-105 à larguer leurs bombes prématurément, les MiG n'attendaient pas les représailles, mais se désengagaient rapidement. Cette "guérilla dans les airs" s'est avérée très fructueuse.

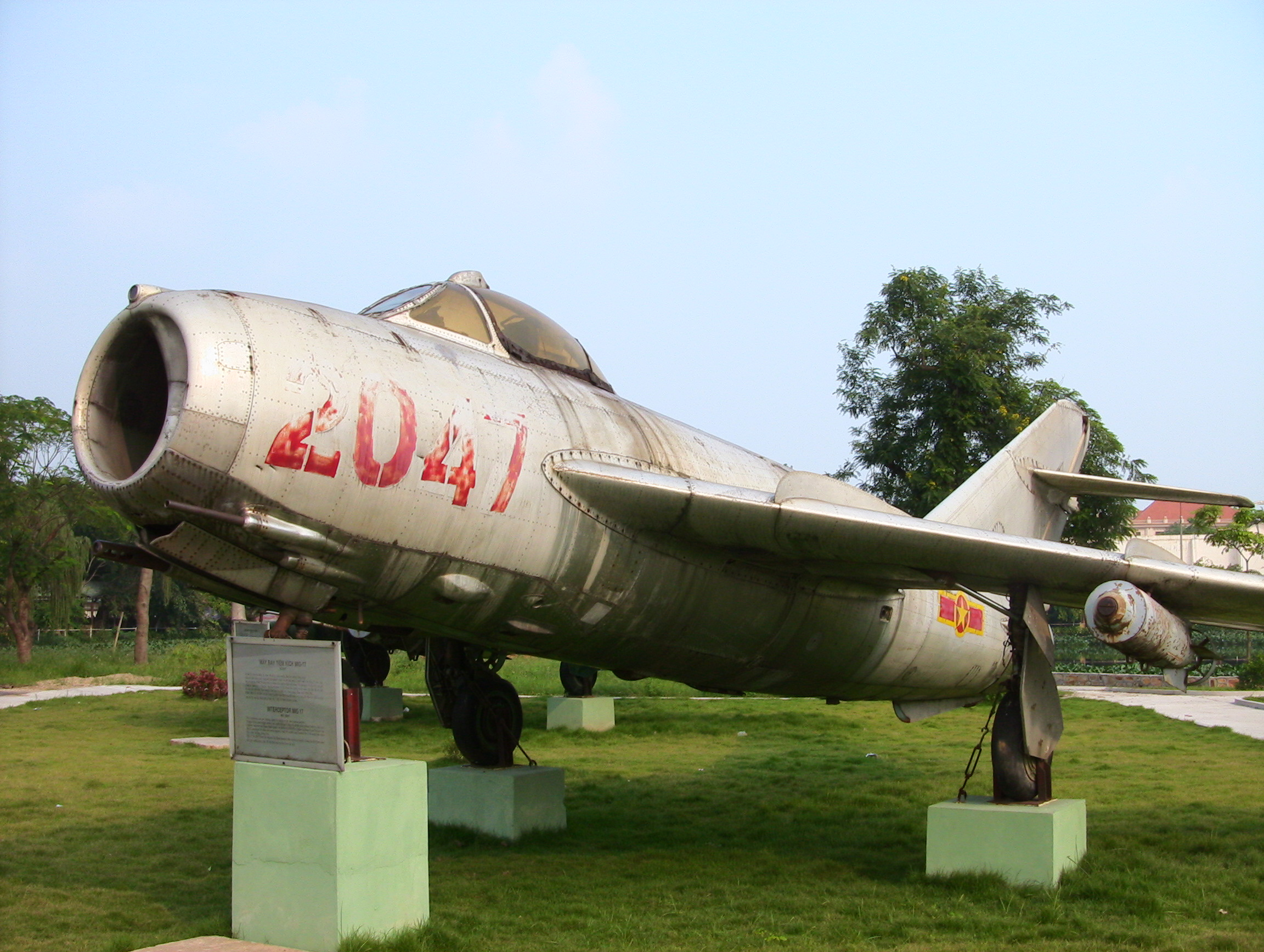
Le MiG-17 piloté par Nguyen Van Bay lors de l'attaque du USS Higbee, le 19 avril 1972.

Le MiG-17 n'a pas été conçu à l'origine pour fonctionner comme un chasseur-bombardier, mais en 1971, Hanoï a ordonné que les navires de guerre de la marine américaine soient attaqués par des éléments du VPAF. Cela nécessiterait que le MiG-17 soit équipé de supports de bombes et de mécanismes de largage. L'ingénieur en chef des équipes au sol du VPAF, Truong Khanh Chau, a été chargé de la mission de modifier deux MiG-17 pour le rôle d'attaque au sol ; après trois mois de travaux, les deux jets étaient prêts. Le 19 avril 1972, deux pilotes du 923rd FR ont pris leurs MiG-17 chargés de bombes et ont attaqué le destroyer de la Navy américaine USS Higbee et le croiseur léger USS Oklahoma City. Chaque MiG était armé de deux bombes de 250 kg (550 lb). Le pilote Le Xuan Di a réussi à frapper le support de canon arrière de 127 mm du destroyer, le détruisant, mais n'infligeant aucune perte humaine, car les membres d'équipage avaient quitté la tourelle plus tôt en raison d'un dysfonctionnement du canon.
De 1965 à 1972, les MiG-17 des 921e et 923e FR de la Force aérienne populaire vietnamienne revendiqueront 71 victoires aériennes contre des avions américains : 11 F-8 Crusader, 16 F-105 Thunderchief, 32 F-4 Phantom II, deux A-4 Skyhawk, sept A-1 Skyraider, un avion cargo/transport C-47, un hélicoptère Sikorsky CH-3C et un drone Ryan Firebee, pour 63 MiG-17 perdus en combat aérien. Selon des sources russes, de 1965 à 1972, Les MiG-17 vietnamiens ont abattu 143 avions et hélicoptères ennemis, pour 75 MiG-17 perdus pour diverses causes et 49 pilotes tués.
Les pilotes américains ont été très choqués en 1965 lorsque des MiG-17 subsoniques âgés ont abattu des chasseurs-bombardiers sophistiqués F-105 Thunderchief de classe Mach-2 au-dessus du Nord-Vietnam. À la suite de ces expériences, l'US Air Force a lancé le projet "Feather Duster" visant à développer des tactiques qui permettraient aux chasseurs américains plus lourds de faire face à des adversaires plus petits et plus agiles comme le MiG-17. Pour simuler le MiG-17, l'US Air Force a choisi le F-86H Sabre. Un pilote qui a participé au projet a fait remarquer que "dans n'importe quelle position sauf le piqué et les pleins gaz", le F-100 ou le F-105 étaient inférieurs au F-86H dans un combat aérien,. Le projet a généralement réussi en ce sens que les tactiques résultantes ont efficacement minimisé les inconvénients des F-105, F-100 et autres chasseurs lourds américains tout en minimisant les avantages des chasseurs plus lents mais plus maniables tels que le F-86 et le MiG-17.

## Variantes
Soviétiques
- I-330 - deux prototypes
- MiG-17 - moteur VK-1A
- MiG-17F - moteur VK-1F avec postcombustion.
- MiG-17R - conversion en avion de reconnaissance du MiG-17F, canon de 37 mm remplacé par une caméra.
- SP-2 - prototype de chasseur tout-temps, radar Korshoon, 2 canons NR-23.
- MiG-17P - version tout-temps, radar RP-1, trois canons NR-23, moteur VK-1A.
- MiG-17PF - version tout-temps, radar RP-1, trois canons NR-23, moteur VK-1F.
- MiG-17PFG - MiG-17PF doté de l'équipement Gorizont-1 de téléguidage à partir du sol.
- MiG-17PFU - MiG-17PF réarmés avec des missiles RS-2, environ 40 réalisés.
- izdeliye SN - prototype dérivé du MiG-17 avec un nez plein doté de trois canons pivotants AM-23 (+27,5° à -9,5°) de 23 mm, l'alimentation en air du réacteur se fait par deux prises à la racine des ailes; testé durant l'année 1953.
- izdeliye SM-1 ou I-340 - arrière du fuselage modifié pour recevoir deux réacteurs AM-5 puis AM-5A, à flux axial, vola au printemps 1952. L'avion fut capable de franchir le mur du son en palier, mais les moteurs peu fiables firent renoncer à sa production en série.
- MiG-17K ou MiG-17SDK - conversion destinée à tester le système de guidage du futur missile antinavire KS-1 (AS-1 Kennel).
- MiG-17LL (pour Letayouchtchaya Laboritoriya, laboratoire volant) - démonstrateur de décollage vertical, pourvu de tuyères auxiliaires en bout d'ailes.
- MiG-17M et MiG-17MM - conversions en drones utilisées jusqu'aux années 1970.

Chinoises

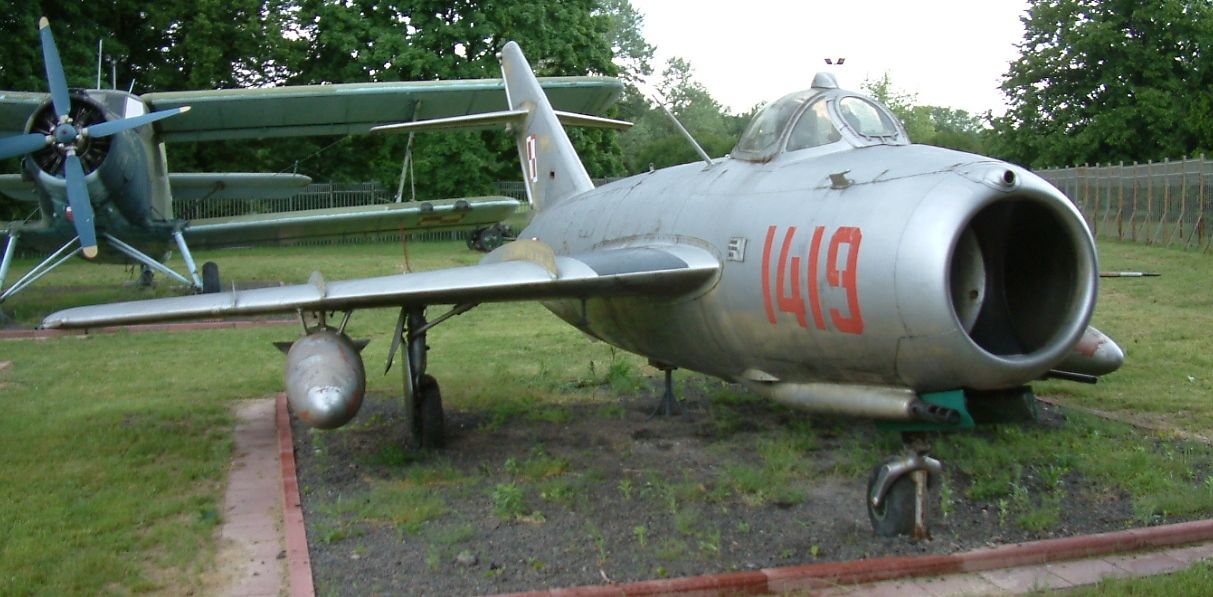
Un Lim-5 produit en Pologne

- J-4 - désignation des MiG-17, importés par les Chinois au début des années 1950.
- F-4 - désignation des J-4 revendus à l'export.
- J-5 - production sous licence du MiG-17F, le premier vola 19 juillet 1956.
- F-5 - désignation du J-5 à l'exportation.
- J-5A - production sous licence du MiG-17PF, construit de 1964 à 1969.
- F-5A - désignation du J-5A à l'exportation.

Polonaises
- Lim-5 - production sous licence du MiG-17F, 477 produits à partir de novembre 1956.
- Lim-5P - production sous licence du MiG-17PF, 130 produits à partir de 1959.
- Lim-5M - variante d'attaque au sol, 60 exemplaires produits en 1960 et 1961.
- Lim-5R - variante de reconnaissance, caméra dans le nez ou l'arrière du fuselage, 35 convertis à partir de Lim-5.
- Lim-6- Lim-5M, doté de volets soufflés, 40 exemplaires jamais mis en service et reconvertis en Lim-6bis.
- Lim-6bis - version améliorée d'attaque au sol, 70 exemplaires produits en 1963 et 1964.
- Lim-6M (aussi Lim-6bisM)- variante d'attaque au sol réalisée à partir de Lim-5P reconvertis au début des années 1970.
- Lim-6MR (aussi Lim-6bisMR) - variante de reconnaissance réalisée à partir de Lim-5P reconvertis au début des années 1970.
- Lim-6R (aussi Lim-6bisR) - variante de reconnaissance sur la base du Lim-6bis

## Diffusion
Durant la Guerre froide, le MiG-17 fut employé par les armées des pays suivants :
| République démocratique d'Afghanistan Environ 100 MiG-17F acquis en 1957                        | Albanie                               | Algérie           | Allemagne de l'Est      | Angola                           | Bangladesh Shenyang F-5 & FT-5        |
| Bulgarie                                                                                        | Burkina Faso 1 MiG-17F acquis en 1985 | Kampuchéa         | Chine voir Shenyang J-5 | République du Congo              | Corée du Nord J-5 toujours en service |
| Cuba                                                                                            | Égypte                                | Éthiopie          | Guinée                  | Guinée-Bissau                    | Hongrie                               |
| Indonésie En service entre 1961 et 1970, utilisés au combat contre la Papouasie-Nouvelle-Guinée | Irak                                  | Libye             | Madagascar              | Mali 5 MiG-17F encore en service | Maroc                                 |
| Mongolie MiG-17F                                                                                | Mozambique Encore en service          | Nigeria           | Ouganda                 | Pakistan                         | Pologne                               |
| Roumanie 62 F/PF livrés en 1955-1956                                                            | Somalie                               | Soudan F-5 & FT-5 | Sri Lanka               | Syrie                            | Tanzanie J-5 en service               |
| Tchécoslovaquie                                                                                 | Vietnam                               | Union soviétique  | Yémen                   | Yémen du Sud                     | Zimbabwe                              |

### Développement lié
- Mikoyan-Gourevitch MiG-15
- PZL-Mielec Lim-6
- Shenyang J-5

### Aéronefs comparables
- Dassault Mystère IV
- Hawker Hunter
- North American F-86 Sabre